# Barreira hesco

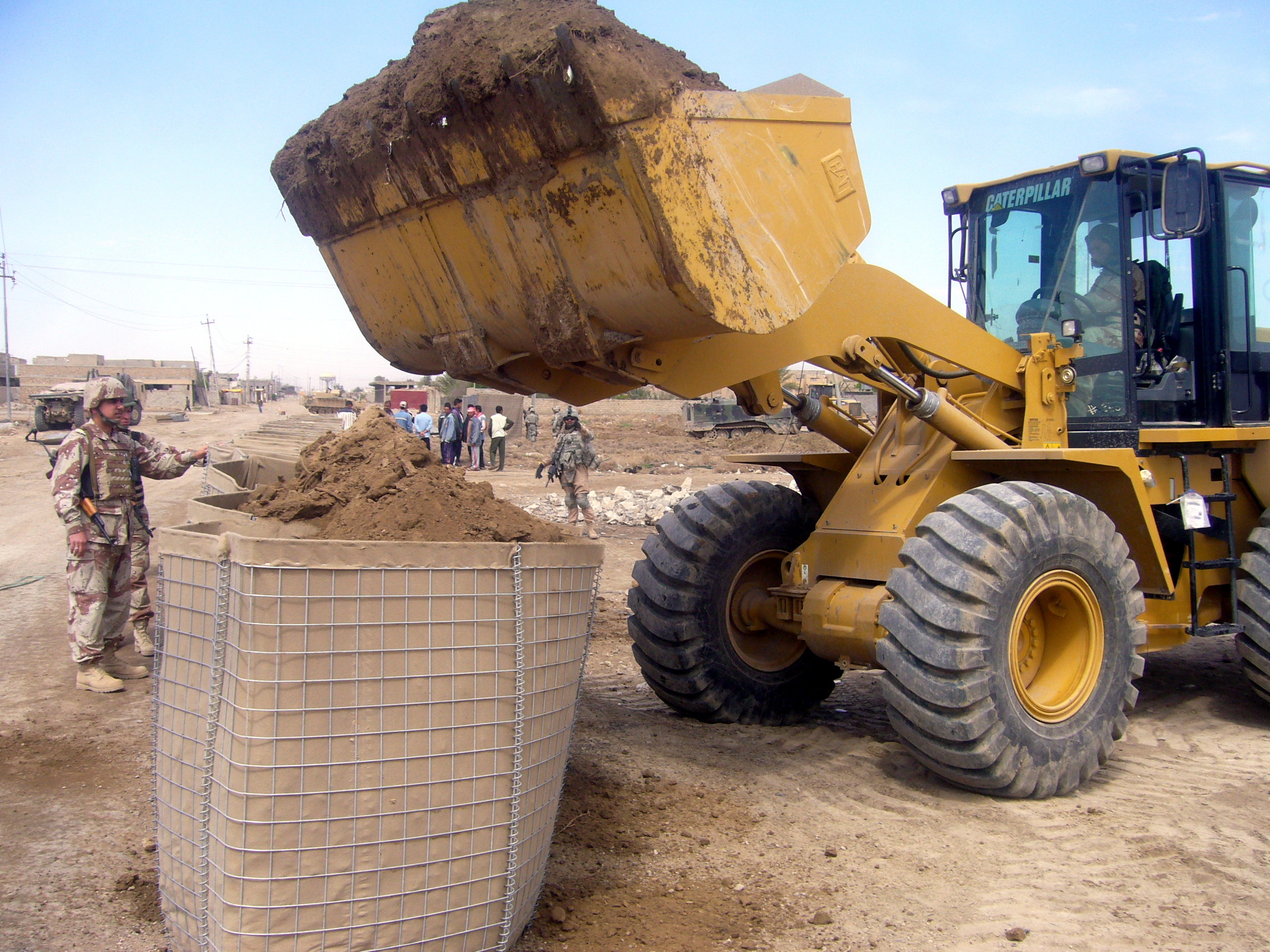
Enchimento de barreiras hesco com um carregador da engenharia do Exército.

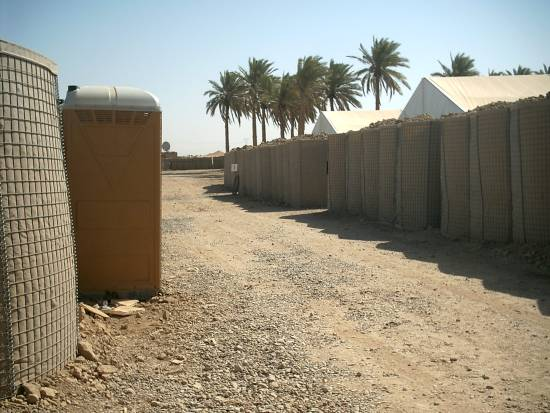
Barreiras hesco no Campo Ramadi, no Iraque.

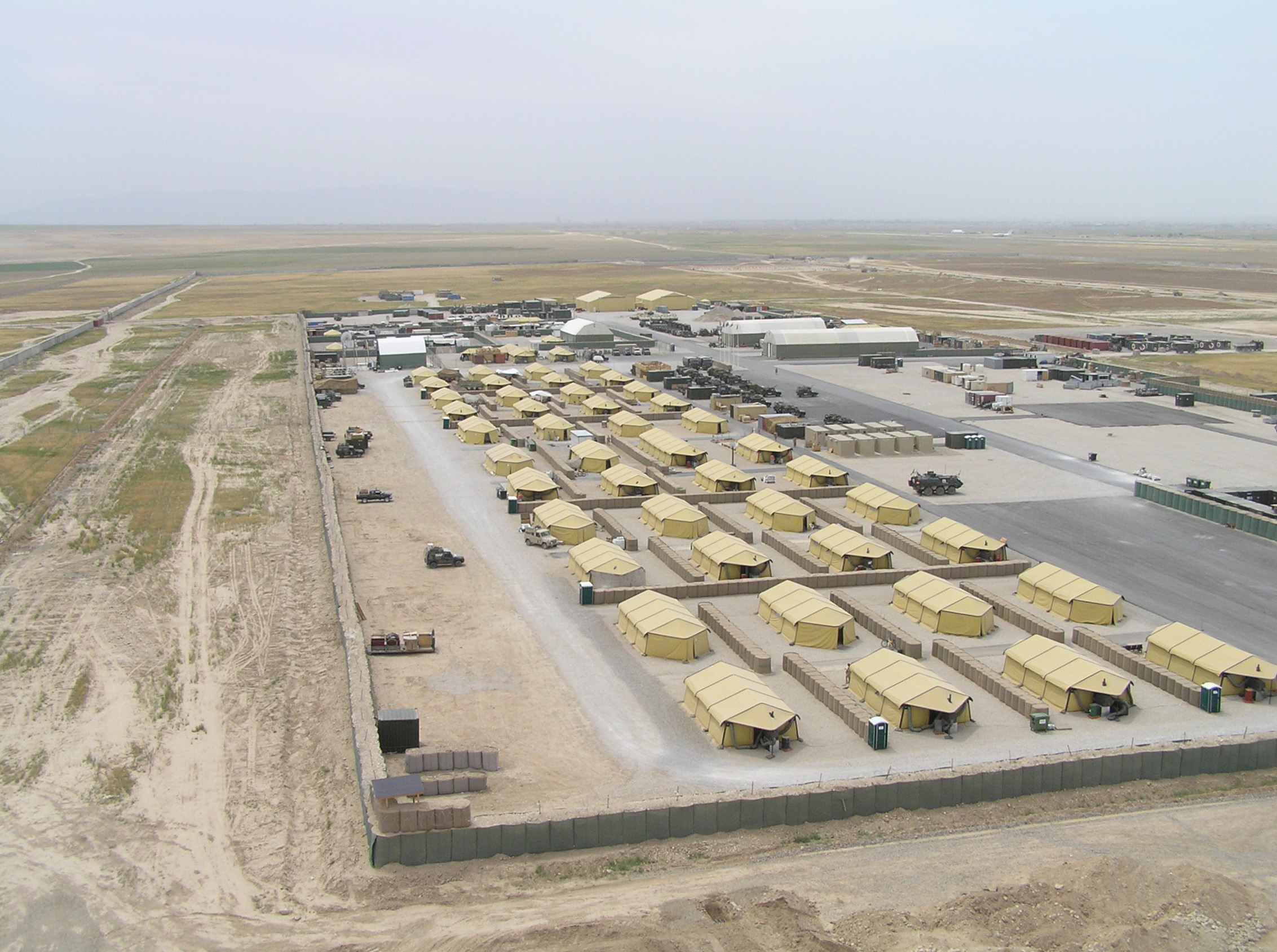
Barreiras hesco no Campo Marmal, no Afeganistão. Além do perímetro exterior, também estão colocadas linhas de barreiras hesco no interior da base, para a compartimentar e reduzir o efeito de possíveis explosões.

Uma barreira hesco (também conhecida por bastião hesco ou, simplesmente hesco) é um tipo moderno de gabião usado para o controlo de inundações e para fortificação militar. Constitui um contentor colapsável feito de malha de arame e tecido resistente, que é enchido com areia, terra ou gravilha. É usado para formar diques temporários ou semi-permanentes, bem como barreiras de proteção contra estilhaços e tiros de armas ligeiras. A sua designação comum é derivada da empresa britânica HESCO Bastion Ltd que o desenvolveu e o fabrica, mas tecnicamente o nome comercial da barreira é "Concertainer".
As barreiras hesco são dos equipamentos menos conhecidos que mais vidas salva e mais trabalho poupa às forças da NATO, dos EUA e aliadas nas operações militares no Iraque e no Afeganistão, estando presentes em quase todas as bases destas forças.

## História
A barreira hesco foi, originalmente, projetada para ser usada em praias e pântanos, como meio de combater a erosão e de controlar inundações, mas tornou-se, rapidamente, um popular equipamento de segurança na década de 1990. Contudo, as barreiras hesco continuam a ser usadas para os seus fins originais. Pore exemplo, foram usadas em 2005 para reforçar as represas à volta de Nova Orleães nos dias que se seguiram aos furcações Katrina e Rita.

## Montagem
Montar as barreiras hesco implica desdobrá-las e usar uma escavadora ou carregadora (se disponíveis) para as encher com areia, terra ou gravilha. A colocação da barreira é, geralmente, muito semelhante à colocação de uma barreira de sacos de areia com a diferença que deve ser deixado espaço para a manobra dos equipamentos de enchimento. A grande vantagem das barreiras hesco - e que contribui fortemente para a sua enorme popularidade entre os militares e os membros da proteção civil - é a sua colocação fácil e rápida. Antes, os sacos de areia tinham que ser enchidos manualmente, uma tarefa difícil uma vez que cada trabalhador apenas conseguia encher cerca de 20 por hora. No caso das barreiras hesco, com o uso de uma escavadora ou carregadora, podem ser enchidos 10 vezes mais no mesmo espaço de tempo.
As barreiras hesco vêm com uma variedade de tamanhos. A maioria das barreiras pode ser empilhada e enviada colapsada em conjuntos compactos. Os tamanhos mais comuns vão do de 1,4 m x 1,1 m x 9,8 m ao de 2,1 m x 1,5 m x 30 m.
Um novo sistema de barreiras hesco, desenvolvido especialmente para uso militar é implantado a partir de um contentor, que é arrastado ao longo da linha de terreno onde a barreira deve ser formada, desdobrando até várias centenas de metros de barreira em minutos, pronta para ser enchida com uma retroescavadora

## Proteção
Enchida com areia, uma barreira com 60 cm de espessura irá parar balas de espingarda e estilhaços de granada. É necessária uma espessura de 1,5 m para evitar a penetração de um foguete de lança granadas-foguete. Para proteger contra a maioria dos carros-bomba é necessária uma espessura de cerca de 1,2 m.